# Odalys Adams
Pour les articles homonymes, voir Adams.
Odalys Adams Castillo (née le 1er août 1966 à Esmeralda) est une athlète cubaine spécialiste du 100 m haies. 

## Biographie

### Palmarès
| Date | Compétition                                      | Lieu                       | Résultat | Épreuve     | Performance |
| ---- | ------------------------------------------------ | -------------------------- | -------- | ----------- | ----------- |
| 1986 | Jeux d'Amérique centrale et des Caraïbes         | Santiago de los Caballeros | 1er      | 100 m haies | 13 s 50     |
| 1986 | Championnats ibéro-américains                    | La Havane                  | 1er      | 100 m haies | 13 s 49     |
| 1987 | Jeux panaméricains                               | Indianapolis               | 5e       | 100 m haies | 13 s 33     |
| 1988 | Championnats ibéro-américains                    | Mexico                     | 1er      | 100 m haies | 13 s 28     |
| 1989 | Championnats d'Amérique centrale et des Caraïbes | San Juan                   | 1er      | 100 m haies | 13 s 01     |
| 1989 | Coupe du monde des nations                       | Barcelone                  | 4e       | 100 m haies | 12 s 86     |
| 1989 | Coupe du monde des nations                       | Barcelone                  | 4e       | 4 x 100 m   | 43 s 58     |
| 1990 | Goodwill Games                                   | Seattle                    | 4e       | 4 x 100 m   | 44 s 35     |
| 1990 | Jeux d'Amérique centrale et des Caraïbes         | Mexico                     | 2e       | 100 m haies | 13 s 26     |
| 1991 | Championnats du monde en salle                   | Séville                    | 8e       | 60 m haies  | 8 s 11      |
| 1991 | Jeux panaméricains                               | La Havane                  | 2e       | 100 m haies | 13 s 06     |
| 1992 | Championnats ibéro-américains                    | Séville                    | 2e       | 100 m haies | 13 s 15     |
| 1992 | Jeux olympiques d'été                            | Barcelone                  | 8e       | 100 m haies | 13 s 57     |
| 1995 | Jeux panaméricains                               | Mar del Plata              | 3e       | 100 m haies | 13 s 17     |

### Records
| Épreuve     | Performance | Lieu      | Date             |
| ----------- | ----------- | --------- | ---------------- |
| 100 m haies | 12 s 86     | Barcelone | 9 septembre 1989 |
| 60 m haies  | 8 s 02      | Séville   | 9 mars 1991      |